# Inés Moisset
Inés Moisset   (Córdoba, 24 de juny de 1967) és una arquitecta argentina, Coordinadora del Mestratge en Disseny de Processos Innovatius, de la Universitat Catòlica de Còrdova (UCC), d'on és també professora en la Facultat d'Arquitectura. També és Investigadora de la Carrera d'Investigador Científic del CONICET, Consell Nacional de Recerques Científiques i Tècniques de l'Argentina.

## Biografia
Inés Moisset neix a la Ciutat de Còrdova, a Argentina l'any 1967, del matrimoni format pels arquitectes Noemí Goytia i Daniel Moisset de Espanés, i va ser la major dels seus sis fills.
Des de nena va estar immersa en les tasques dels seus pares, per la qual cosa va créixer entre les diverses universitats en les quals els seus pares treballaven o investigaven i els estudis que tots dos realitzaven.
Això li va fer viatjar a diferents països i aprendre diverses llengües fins que l'any 1986 inicia els seus estudis d'Arquitectura, Urbanisme i Disseny, a la Universitat Nacional de Còrdova. Durant els seus estudis entra com a alumna en el taller d'Arquitectura IV impartit per César Naselli; i en 1990 va iniciar els estudis en l'Institut de Disseny de la Universitat Catòlica de Còrdova, dirigits també per César Augusto Nasselli. Al mateix temps que va treballar en l'estudi del Togo Díaz. Després d'acabar els seus estudis l'any 1992, s'inicia com a professora en “Problemàtica de la Modernitat a Amèrica Llatina” treballant al costat de Marina Waisman. L'any 1997 és becada, per iniciar els seus estudis de doctorat, en el Dottorato di Ricerca in Composizione Architettonica, Istituto Universitari di Architettura di Venezia (IUAV), Itàlia, docrtorándose l'any 2000.
L'any 1994 entra a formar part del Centre Marina Waisman per a la formació d'investigadors en Història, Teoria i Crítica de l'Arquitectura de la Facultat d'Arquitectura, Urbanisme i Disseny (Universitat Nacional de Còrdova). També va treballar, al costat de César Naselli en l'Institut de Disseny de la FA-UCC.

## Vida professional
Després de la seva formació i al costat d'altres arquitectes coneguts, entre ells Omar Paris, forma la "Red Hipótesis de Paisaje", que va realitzar el seu primer seminari workshop l'any 2001 i que va continuar amb aquesta labor durant més d'una dècada (desapareixent l'any 2009).
L'any 1999 participa en la creació de l'estudi i+p [investigación+ proyecto] al costat d'Omar Paris, que més tard donaria lloc a l'editorial i+p, el primer llibre de la qual editat va ser. “Estratègies proyectuales” d'Omar Paris.
També al costat d'Omar Paris crearia en 2004 la publicació “30-60 cuaderno latinoamericano de arquitectura”, coordinant-ne els continguts.
A partir de l'any 2005 inicia el seu treball com a coordinadora del Mestratge en Disseny de Processos Innovatius a la Universitat Catòlica de Còrdova on segueix treballant.
Inés Moisset de Espanés és una arquitecta reconeguda tant dins com fora del seu país, i va ser premiada des de l'inici de la seva carrera professional, ja que l'any 2003 va rebre el Premi Bernardo Houssay de la Secretaria de Ciència, Tecnologia i Innovació Productiva a la Recerca Científica i Tecnològica 2003, a l'Investigador Jove en la disciplina Arquitectura.

## Publicacions
Al llarg de la seva carrera Inés Moisset ha publicat gran nombre d'articles en revistes especialitzades com a Revista MW, Summa+51, La Voz del Interior, entre d'altres. I ha realitzat conferències i seminaris en congressos i universitats tant a l'Argentina com fora del seu país.
A més ha publicat diversos llibres, tant com a autora com coautora destacant:
- Fractales y formas arquitectónicas. i+p editorial, Còrdova 2003. ISBN  987-20005-2-2.[13]
- Paisaje latinoamericano, i+p editorial, Còrdova, 2006.[14]
- Forma urbana, lecturas y acciones en la ciudad, amb C. Naselli, V. Colautti, Omar Paris i C. Stevenazzi, i+p editorial, 2006.[14]